# Dokudowski Rezerwat Biologiczny
Dokudowski Rezerwat Biologiczny Znaczenia Republikańskiego (biał. Біялагічны заказнік рэспубліканскага значэння «Дакудаўскі»; ros. Биологический заказник республиканского значения «Докудовский») – rezerwat biologiczny położony na Białorusi, chroniący kompleks torfowisk z rosnącą na nim żurawiną.
Nazwa pochodzi od pobliskiej wsi Dokudowo Pierwsze.

## Położenie
Rezerwat położony jest na wschodzie rejonu lidzkiego, w obwodzie grodzieńskim, w pobliżu Niemna.

## Historia
Dokudowski Rezerwat Biologiczny utworzono uchwałą Rady Ministrów Białoruskiej SRR z marca 1990. Początkowo powierzchnia rezerwatu wynosiła 1984,6 ha, jednak w 2005 większość tego obszaru została oddana pod osuszenie i eksploatację torfu. Pod ochroną pozostało 630,34 ha.

## Biotopy i hydrologia
Teren rezerwatu w większości zajmują lasy, bagna, torfowiska wysokie i kompleks leśno-bagienny. Gleby przeważnie torfowo-bagienne. Gatunkami lasotwórczymi są sosna, brzoza brodawkowata i brzoza omszona.
Jednym z celów powstania rezerwatu było ustabilizowanie reżimu hydrologicznego torfowiska dokudowskiego, zakłóconego przez wydobycie torfu w przylegających torfowiskach, znajdujących się poza rezerwatem. W latach 2009–2010 w tym celu powstały nieprzepuszczalna zapora i dwie budowle hydroregulacyjne, które przywróciły pierwotne stosunki wodne.
Na terytorium rezerwatu znajdują się jeziora: Lebiedziewo i Głuchowe.

## Fauna i flora

### Fauna
Dokudowski Rezerwat Biologiczny jest ważnym siedliskiem ptaków, dla niektórych gatunków będąc siedliskiem lęgowym, a dla ptaków wędrownych miejscem postoju. Stwierdzono tu występowanie 104 gatunków ptaków, w wśród których są m.in. bocian czarny, bąk zwyczajny, żuraw zwyczajny, kobuz, orlik krzykliwy, pustułka, 4 gatunki kaczek, batalion, brodziec pławny, zielonka i wodniczka.
Z owadów występują m.in. straszka północna, szlaczkoń torfowiec i trzmiele. Ssaki reprezentują m.in. borsuk europejski, bóbr europejski, łoś euroazjatycki, dzik euroazjatycki, sarna, karczownik ziemnowodny, piżmak amerykański, wiewiórka, zając szarak, zając bielak, jenot azjatycki, tchórz zwyczajny, wizon amerykański, lis, kuna leśna i łasica pospolita.
W jeziorach występują m.in. lin, karaś pospolity, leszcz, płoć i okoń pospolity.
Łącznie w Dokudowskim Rezerwacie Biologicznym występuje 30 gatunków ssaków, 5 gadów i 8 płazów. 6 gatunków ptaków, 1 gatunek ssaka i 4 gatunki owadów wpisane są do Czerwonej Księgi Białorusi.

### Flora
Na terenie rezerwatu florę reprezentują m.in. żurawina drobnoowocowa, żurawina błotna, macierzanka, arnika górska, wierzba borówkolistna, malina moroszka, brzoza karłowata, borówka bagienna, borówka brusznica, borówka czarna, torfowiec miękki, wrzos, bagno, bażyna, bażyna czarna i chamedafne północna. Łącznie występuje 510 gatunków roślin, w tym 4 gatunki z Czerwonej Księgi Białorusi.
Z drzew występują m.in. sosna, brzoza omszona, brzoza brodawkowata i jarząb.

## Działalność człowieka
Przez rezerwat przebiega trasa turystyczna Niemeński Szlak. Pozyskiwane są owoce, głównie żurawiny. Dozwolone jest łowiectwo.